# Carrsville (Virginia)
Maurertown è un census-designated place (CDP) degli Stati Uniti d'America, situato nello stato della Virginia, nella contea di Isle of Wight. Secondo il censimento del 2020 gli abitanti di Maurertown ammontavano a 346.

## Storia
Durante la guerra civile americana la zona intorno a Carrsville è stata soggetta a diversi scontri tra l'esercito dell'unione e l'esercito confederato.